# 29610 Iyengar
A 29610 Iyengar (ideiglenes jelöléssel (29610) 1998 RO60) a Naprendszer kisbolygóövében található aszteroida. A LINEAR projekt keretében fedezték fel 1998. szeptember 14-én.